# Empar Moliner
Empar Moliner i Ballesteros, född 16 december 1966 i Santa Eulàlia de Ronçana, är en spansk (katalansk) författare och journalist. Hennes litteratur präglas av ett sinne för humor och en kritisk blick på sin samtid och dess motsägelser.
Som TV- och radiojournalist verkar Moliner bland annat som kolumnist och med aktualitetsbevakning. Vid flera tillfällen har hennes ibland satiriska verksamhet orsakat kontroverser.

## Biografi

### Bakgrund
Moliner studerade journalistik beslöt därefter att ägna sig åt teater och kabaré. Det var dock som journalist hon kom att göra sig ett namn, först vid COM Ràdios informationstjänst och därefter på debattsidan hos El País Barcelona-edition.

### Böcker och tidningsproduktioner
1999 publicerade hon L'ensenyador de pisos que odiava els mims ('Hemläraren som hatade mimande'), en samling satiriska berättelser som både blev en kritiker- och kommersiell framgång. Året därpå vann hon Josep Pla-priset med romanen Feli, esthéticienne, vilket därefter översattes till tyska.
2004 kom Moliners novellsamling T'estimo si he begut ('Jag älskar dig om jag druckit'). Den betecknades som årets bästa bok av kritikerna i både La Vanguardia och El Periódico de Catalunya, och den översattes till engelska under titeln I Love You When I'm Drunk.
2005 publicerades Busco senyor per amistat i el que sorgeixi ('Söker efter herre för vänskap och kanske mer'), en samling tidningskrönikor som blev en stor framgång. Desitja guardar els canvis? ('Vill du spara ändringarna?') är en samling av hennes lördagskolumner i El País katalanska upplaga och en korsning mellan krönika och berättelse.
Moliner skriver återkommande opinionsbildande artiklar i dagstidningar som Avui (idag El Punt Avui), Ara och El País.

### TV och radio
Empar Moliner syns och hörs regelbundet i katalansk radio och TV. Hon har blivit känd för sina ofta kontroversiella kommentarer och inlägg i debatter, där hon slår mot höger och vänster och vid mer än ett tillfälle kritiserat feministiska rörelser. I april 2016 rörde Moliner upp känslorna efter att hon i TV-sändning tände eld på sidor ur något som presenterades som Spaniens konstitution. Orsaken var Moliners ilska mot Spaniens författningsdomstol, som hindrat Katalonien att hjälpa till att bekosta energiräkningen för de fattigaste medborgarna i regionen.
Under 2008 var hon medpresentatör av Herois quotidians ('Vardagshjältar') i katalanska TV3. Programmet presenterade en blandning av komik och "fejkdokumentär", en syrlig skrattspegel mot allt som kunde betecknas som politiskt korrekt.
På senare år har Moliner varit medarbetare i morgonprogrammen i både Catalunya Ràdio och TV3 (Matí de Catalunya Ràdio respektive Els matins).

### Berättelser
- 1999 – L'ensenyador de pisos que odiava els mims. ISBN 84-233-3114-8
- 2000 – Feli, esthéticienne. ISBN 84-233-3202-0
- 2004 – T'estimo si he begut, Quaderns Crema. ISBN 84-7727-410-X
- 2010 – No hi ha terceres persones ('Det finns ingen tredje person'), Quaderns Crema. ISBN 978-84-7727-478-0
- 2012 – La col·laboradora ('Medhjälperskan')
- 2016 – Tot això ho faig perquè tinc molta por (Jag gör allt det där för att jag är riktigt rädd)

### Artikelsamlingar
- 2005 – Busco senyor per amistat i el que sorgeixi, Quaderns Crema. ISBN 84-7727-428-2
- 2006 – Desitja guardar els canvis? Quaderns Crema. ISBN 84-7727-444-4

## Utmärkelser
- 2000 – Premi Josep Pla de narrativa för Feli, esthéticienne
- 2015 – Premi Mercè Rodoreda de contes i narracions för Tot això ho faig perquè tinc molta por[8]